# Ланеровка
Ланеровка (укр. Ланерівка) — село в Бусской городской общине Золочевского района Львовской области Украины.
Население по переписи 2001 года составляло 39 человек. Занимает площадь 0,378 км². Почтовый индекс — 80513. Телефонный код — 3264.